# Alte Schule (Eschelbronn)

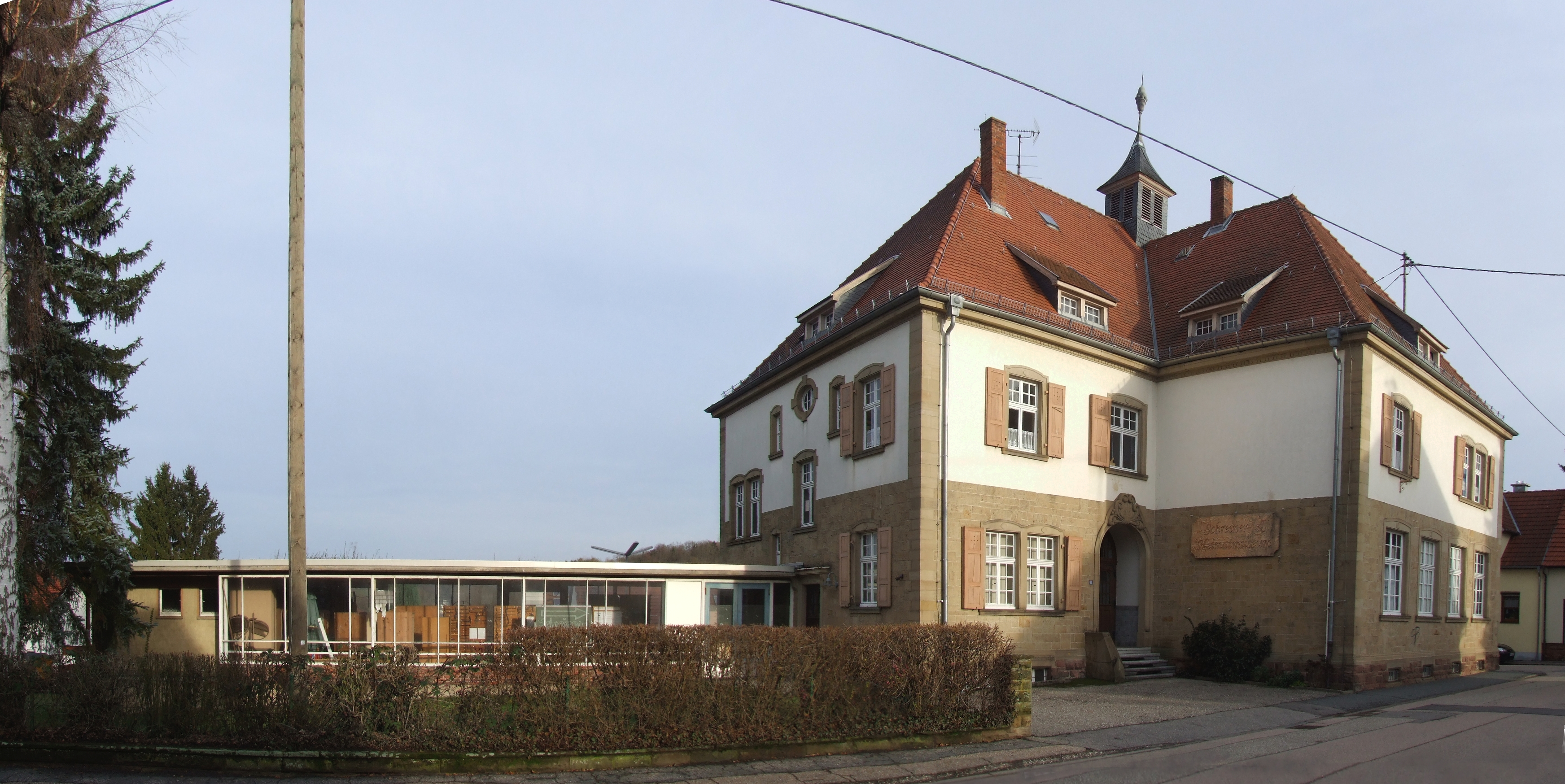
Die alte Schule mit Pausenhalle

Das alte Schulhaus ist ein historisches Gebäude in der Schulstraße 14 in Eschelbronn. Es wurde im Jahr 1911 nach Plänen des Sinsheimer Architekten Josef Huber erbaut und steht heute unter Denkmalschutz. Für den Schulbetrieb stand das Gebäude bis 1989 zur Verfügung und wurde von 1941 bis Mitte der 1970er Jahre als Volks- und Schülerbad genutzt. Heute befindet sich darin das vom Heimat- und Verkehrsverein betriebene Schreiner- und Heimatmuseum Eschelbronn.

## Räumlichkeiten und ursprüngliche Ausstattung

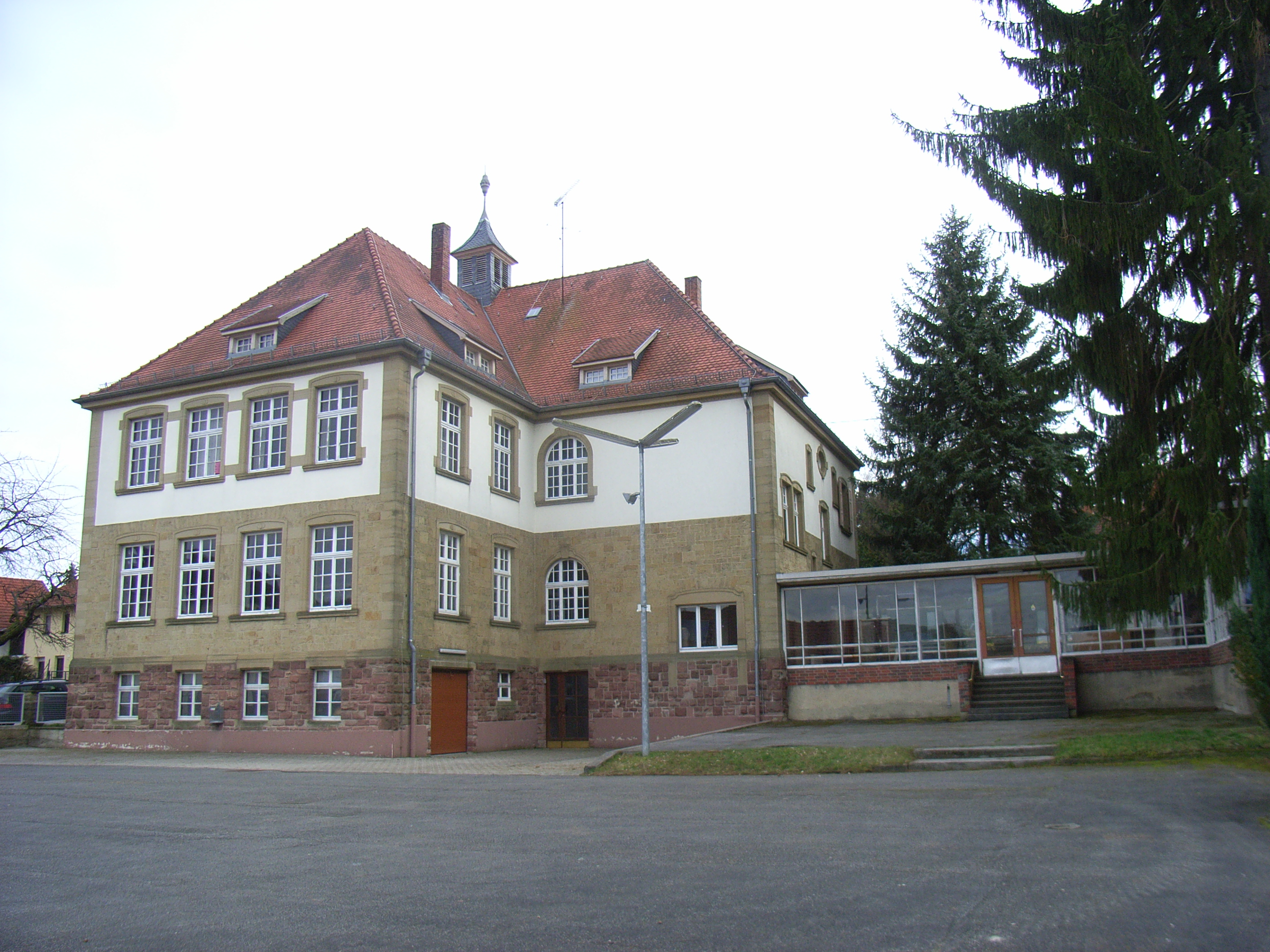
Rückansicht vom Schulhof

Das Haus erstreckt sich über zwei Etagen und ein Dachgeschoss mit einem Glockenturm. Es ist umgeben von einer zugehörigen Wiese und dem ehemaligen Pausenhof. Im Erdgeschoss des Gebäudes befanden sich zunächst drei Klassenräume für die Elementarschule und ein Lehrerzimmer. Zudem wurde es beim Bau mit einer Zentralheizung ausgestattet. Im ersten Stock existierten ein Saal für die Fortbildungsschule und eine Lehrerwohnung ohne Bad mit vier Zimmern, Küche und Diele.

## Geschichte

### Bauplanung

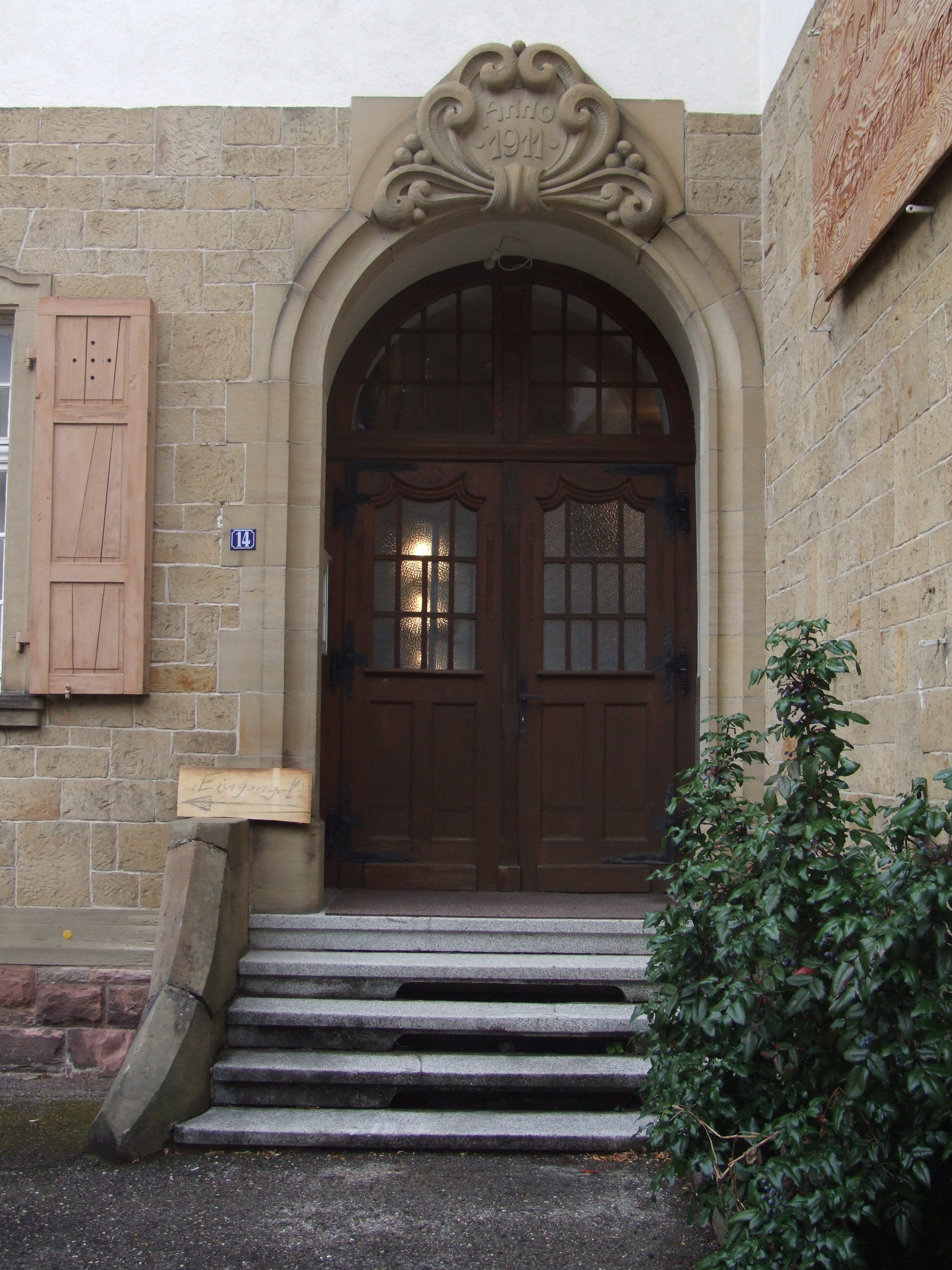
Haupteingang mit der eingemeißelten Jahreszahl

Der Unterricht fand in Eschelbronn zunächst im Rathaus statt. Nach einem Gutachten des Bezirksarztes wurden die hygienischen Bedingungen der Sanitäreinrichtungen jedoch als unbrauchbar für den Schulbetrieb bewertet. Weiter wurden ungenügende Lichtverhältnisse bemängelt und daher vom Großherzoglich Badischen Bezirksamt Sinsheim der Bau eines Schulgebäudes gefordert. Die Forderung wurde vom Eschelbronner Gemeinderat jedoch aus finanziellen Gründen zunächst abgelehnt, obwohl die Gemeinde derzeit über ein Vermögen von 350.693 Mark verfügte und für den Bau der Schule ein Kostenvoranschlag von lediglich 52.800 Mark aufgestellt wurde. Das Kultusministerium setzte den Bau des Gebäudes dennoch durch.
Als Standort stand zunächst auch der Marktplatz zur Diskussion. Das Grundstück, auf dem das Gebäude letztlich errichtet wurde, befand sich am damaligen Dorfrand im sogenannten „neuen Stadtviertel“ und war im Besitz der Herren von Venningen. Es ging durch einen Tausch an die Gemeinde über.
Die Pläne für das Schulgebäude wurden im Jahr 1908 von dem Architekten Josef Huber entworfen. Mit den Bauarbeiten wurde im Jahr 1910 begonnen und das Gebäude 1911 fertiggestellt. Nach einem Auftrag vom 10. Februar 1911 war der ansässige Tüncher Adam Butschbacher für die Innengestaltung zuständig.
Der Feldweg, an dem sich das Gebäude zunächst befand, wurde nach dessen Errichtung auf Anwohnerinitiative zur befestigten Straße mit Gehwegen ausgebaut.

### Schulbetrieb bis 1989
Während der ersten Jahre des Zweiten Weltkriegs besuchten etwa 200 Schüler den Unterricht an der Eschelbronner Schule. Im Herbst 1944 wurde er jedoch zunächst für die oberen und später auch für die unteren Klassen eingestellt. Nach Kriegsende 1945 wurde das Gebäude als Unterkunft für US-amerikanische Soldaten und das Lehrerzimmer als Koordinationsbüro der Besatzer genutzt und im Herbst 1945 zwei Räume, zunächst nur für die unteren Klassen, neben der militärischen Nutzung auch wieder für den Unterricht freigegeben. Die beiden Bereiche im Flur waren während dieser Zeit mit einer hölzernen Trennwand voneinander separiert. Die Verpflegung der Schüler wurde mit Vorräten der Armee sichergestellt.
Nach dem Abzug der Besatzungstruppen diente der Dachboden als Unterkunft für den Schuldiener, eine Familie aus Karlsruhe und ein Ehepaar aus der sowjetischen Besatzungszone. Weitere Bereiche des Gebäudes wurden als Notunterkunft für Kriegsflüchtlinge und Vertriebene genutzt.
Die Zentralheizung musste während der Nachkriegszeit aus Mangel an Brennstoff außer Betrieb genommen und durch Bolleröfen ersetzt werden, die mit Brennmaterialien der Eltern der mittlerweile etwa 350 unterrichteten Schüler beheizt wurden.
Ab 1947 fand auch der Unterricht für die oberen Klassen wieder statt.
Ab den 1950er Jahren wurden verstärkt Angebote zur abendlichen Erwachsenenbildung wahrgenommen, ab 1964 in dem Gebäude allerdings nur noch für die unteren Stufen unterrichtet. Die Fortbildungsschule fand ab sofort in dem 1954 errichteten Gebäude in der Daisbacher Straße statt. Dorthin zog im Jahr 1964 auch die Hauptschule.
Das Volks- und Schülerbad im Souterrain wurde bis Mitte der 1970er Jahre von den Schülern nach dem Sportunterricht und Fußballspielern des FC 1929 Eschelbronn genutzt. An Samstagen stand es gegen eine Gebühr (Wannenbad 0,50 Mark, Dusche 0,30 Mark) zur öffentlichen Nutzung zur Verfügung.

### Erweiterungen und Umbaumaßnahmen
1924 wurde die Schule im Souterrain um eine Küche, die sogenannte Kochschule, erweitert und im Jahr 1941 erhielt das Gebäude zwischen Küche und Heizung das Volks- und Schülerbad mit drei Wannenbädern, drei Duschkabinen und einer offenen Dusche.
In den Jahren 1958/59 fanden umfangreiche Umbaumaßnahmen mit Kosten in Höhe von über 100.000 DM statt. Dabei wurde die Lehrerwohnung im ersten Stock zu zwei weiteren Klassenräumen und einem Lehrerzimmer ausgebaut und das Lehrerzimmer im Erdgeschoss später als Rektorat genutzt. Das Schulhaus wurde zudem um eine angebaute beheizbare Pausenhalle erweitert und diese mit Toiletten ausgestattet, welche das vorherige Aborthäuschen ersetzten. Zudem fanden Renovierungsarbeiten in den bisherigen Sälen statt, es wurden eine verbesserte Beleuchtung eingebaut, die Fußböden abgeschliffen und versiegelt und die Tische und Bänke schrittweise durch eine neue Einrichtung ersetzt. Die neu errichtete Pausenhalle wurde vor dem Bau der Sport- und Kulturhalle 1974 am Schloßplatz über Jahre hinweg auch für den Schulsport genutzt.
1993 wurde ein Durchbruch vom Hauptgebäude zum Schulhof und ein ebenerdiger Zugang zum Keller geschaffen und die Heizungsanlage 1996 auf Erdgasbetrieb umgestellt. Das Treppenhaus konnte 2008 durch Einnahmen zweier Benefizveranstaltungen in den Jahren zuvor restauriert werden.
Gegenwärtig bemüht sich der Heimat- und Verkehrsverein mit Unterstützung der Landtagsabgeordneten Elke Brunnemer um den Einsatz neuer Fenster, was jedoch vom Landesdenkmalamt abgelehnt wurde.

### Nachnutzung
Nachdem der Unterricht in die neu errichtete Schlosswiesenschule an der Siedlerstraße verlegt worden war, stand zunächst der Verkauf des Grundstücks mit dem alten Schulhaus an die Firma Schwarzbachtalhaus zur Diskussion. Der Gemeinderat beschloss jedoch am 16. Januar 1990, das Gebäude in den folgenden Jahren als Raum für ortsansässige Vereine und als neue Räumlichkeit für das Eschelbronner Schreiner- und Heimatmuseum bereitzustellen. Nach einem Beschluss vom 18. Mai des gleichen Jahres wurde die Heizungsanlage saniert. Die beiden äußeren Räume im ersten Stock wurden zunächst von dem Eschelbronner Gesangsverein und dem Musikverein als Proberaum genutzt, der mittlere Saal später als Trainingsraum vom Karateclub. Die alte Pausenhalle dient in erster Linie als Lagerraum.
Das vom Heimat- und Verkehrsverein betriebene Schreinermuseum, das sich zuvor in der Brunnengasse befand, baute Keller und Erdgeschoss des Gebäudes ab dem 6. April 1990 als neue Räumlichkeit aus. Der ehemalige Heizungskeller dient seit 1991 als Archivraum der Gemeindeverwaltung. Der geplante Abriss der Pausenhalle und der Verkauf des umgebenden Grundstücks wurden im gleichen Jahr vom Gemeinderat abgelehnt.
Als weitere Nutzer bezogen 1993 die Freiwillige Feuerwehr das Gebäude als Lager für Ausrüstung bei Hochwasser und die DRK Bereitschaft. Von Migrantenkindern türkischer Abstammung wird es zudem für Tanz- und Nachhilfeunterricht genutzt. 1999 kamen der Siedlerbund und die Theatergruppe Sellemols Theaterleit als Nutzer hinzu.
Nachdem das Gebäude des Kindergartens in der Neidensteiner Straße nach einem Hochwasser im Juni 1994 unbenutzbar wurde fand dieser in dem alten Schulgebäude die Möglichkeit zur Zwischennutzung bis zum Herbst 1998. Das Schreinermuseum wurde dafür vorübergehend mithilfe der Bundeswehr abgebaut und zog 1999 wieder in das Gebäude ein. Ausgestellt sind dort heute unter anderem alte Handwerksmaschinen, wie sie in der Region verwendet wurden, sowie eine typische historische Wohnstube mit angegliederter Werkstatt. Das Museum stellt verschiedene traditionelle Schritte der Holzverarbeitung dar, und gibt Einblicke in die damalige Leinenweberei und das ebenfalls einst in Eschelbronn vertretene Schuhmacher-Handwerk. Im Keller befindet sich seit 2011 ein nachgestellter Tante-Emma-Laden. Im Jahr 2011 erhielt das Museum den Förderpreis „Vorbildliches Heimatmuseum“ des Regierungspräsidiums Karlsruhe.
Der Vorschlag das Gebäude zukünftig offiziell unter der Bezeichnung Bürgerhaus zu nutzen konnte sich nicht durchsetzen.
Bei einem Rohrbruch im Jahr 2001 wurden zahlreiche Exponate des Schreinermuseums beschädigt. In den ehemaligen Glockenturm wurde im gleichen Jahr von dem Verein der Natur-, Tier- und Vogelfreunde ein Brutkasten für Schleiereulen eingebaut, der nach vier Jahren von den Vögeln angenommen wurde.

### Sanierung der Pausenhalle und Widmung nach Johannes Reimann

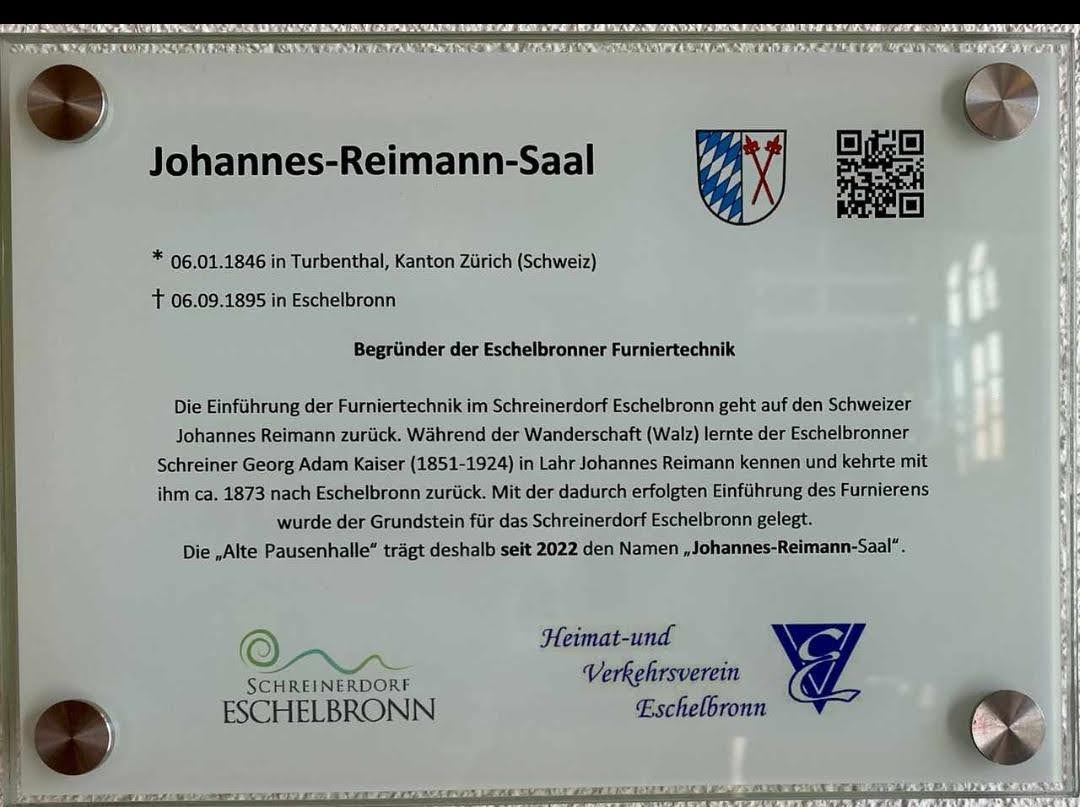
Tafel zum Johannes-Reimann-Saal

Für die marode Pausenhalle wurden Sanierungspläne und ein Ausbau zum Veranstaltungsraum für Bürger und Vereine geschaffen. Im März 2013 erklärte das Land Baden-Württemberg sich bereit im Rahmen des Förderprogramms zur Entwicklung des Ländlichen Raums die Sanierung zu bezuschussen.
1960 wurde vom Musikverein der Film „Ein Dorf und seine Bewohner“ gedreht und 2012 digitalisiert. Auch der Erlös der vom Heimat- und Verkehrsverein vertrieben Neuauflage sollte in die Sanierung der Pausenhalle investiert werden.
2022 wurde die Pausenhalle nach dem schweitzer Begründer der Eschelbronner Furniertechnik Johannes Reimann in „Johannes-Reinmann-Saal“ benannt.

## Bepflanzung der Außenanlage

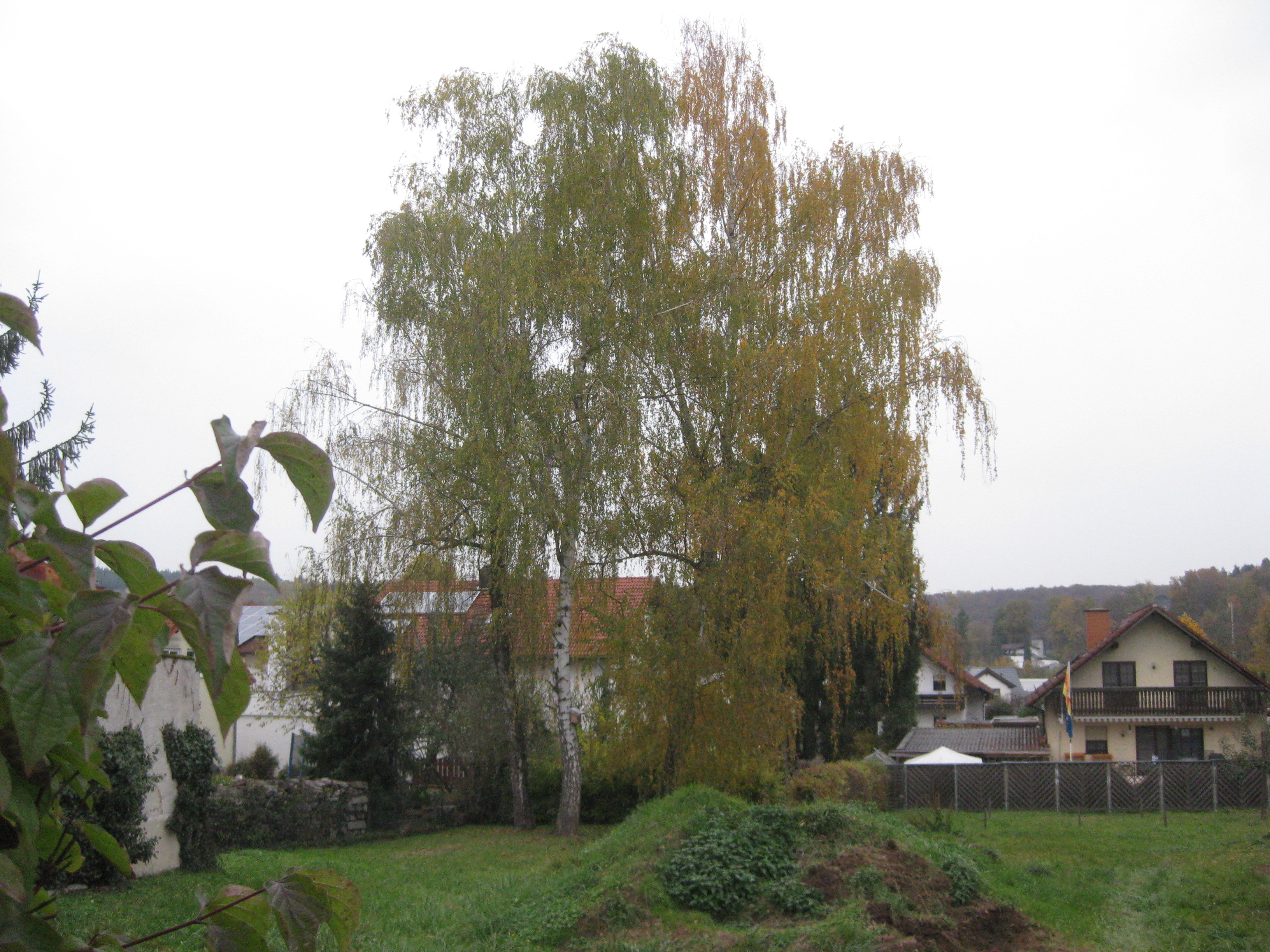
Als nicht mehr verkehrssicher eingeschätzte Birken

Am nordwestlichen Ende des der Schule zugehörigen Gartens befinden sich drei Birken die 2016 als nicht mehr verkehrssicher eingeschätzt wurden. Von dem Vorsitzenden des Ortsverbands des Bund für Umwelt und Naturschutz Deutschland und Gemeinderatsmitglied Wilhelm Dinkel, wurde der Gartenberater und Techniker im Garten- und Landschaftsbau beim Verband Wohneigentum Baden-Württemberg gebeten eine Einschätzung und ein Vorschlag für eine alternative Bepflanzung abzugeben. Dieser stellte fest, dass sich, verursacht durch Starkastschnitte, an einem der Bäume eine Faulstelle gebildet habe und daran gewachsene Äste bruchgefährdet seien. Bei den weiteren zwei Bäumen wurden ähnliche Stellen vermutet. Das Problem könne nur durch starken Beschnitt behoben werden, wobei nach einigen Jahren erneut mit Fäulnisbildung zu rechnen sei. Als sinnvollere Alternative wurde daher eine Fällung und Neubepflanzung vorgeschlagen.

## Filme
- Ein Dorf und seine Bewohner, 1960/2012